# Rahway
Rahway es una ciudad ubicada en el condado de Union en el estado estadounidense de Nueva Jersey. En el año 2010 tenía una población de 27,346 habitantes y una densidad poblacional de 939 personas por km².

## Geografía
Rahway se encuentra ubicada en las coordenadas 40°36′20″N 74°16′52″O / 40.60556, -74.28111.

## Demografía
Según la Oficina del Censo en 2000 los ingresos medios por hogar en la localidad eran de $50,729 y los ingresos medios por familia eran $61,931. Los hombres tenían unos ingresos medios de $41,047 frente a los $32,091 para las mujeres. La renta per cápita para la localidad era de $22,481. Alrededor del 7.1% de la población estaba por debajo del umbral de pobreza.